# かしこまり
かしこまり（Kashiko Mari）は、日本のバーチャルYouTuber、バーチャルシンガー。所属事務所は株式会社ビークエスト。

## 概要
楽しいことが大好き「ちゃんまり」こと「かしこまり」！
歌とお酒が大好きで、飲み生放送ではみんなのお悩みを解決！！
だけど、ホラーゲームでは絶叫しちゃう乙女な一面も持ち合わせるほろ酔い歌姫。—公式紹介文
夢は日本武道館でライブをすること。緑の目が特徴。ショートカット。イメージカラーは黄色。ファンの愛称はまりんちゅ。
活動当初より”歌”をメインに活動しており、ロックやJ-POPを中心に「歌ってみた」動画をYouTube上に投稿している。メゾソプラノ - アルトボイスで力強くハスキーな歌声が特徴である。
パンディというパンデイロのVTuberがマネージャー兼パートナーだったが、2020年10月に卒業。現在は別々に活動中。
酒を飲みながら配信するヨルタマリが特徴。

## 経歴
2018年
- 2月14日、YouTubeチャンネルとTwitterアカウントを開設し、初めて投稿を行った。
- 5月17日、SHOWROOMにて「ヨルタマリ〜SHOWROOM店〜」を開始。
- 7月6日、パンディ、デラとハドウ、ぽてちと共にupd8に参加。
- 8月7日、REALITYに参加。
- 10月8日、Colon :に参加。
- 12月29日、第1回 VTuber紅白歌合戦に出場（紅組）。

2019年
- 2月15日、デビューシングル「ルーティン」が発売。
  - 12月3日、「第1回VTuber楽曲大賞」楽曲部門にて、21位を記録。

- 2月26日、クリエイターズスタンプが発売。
- 3月18日、1stミニアルバム「from M」が発売。
- 5月15日、織田信姫をリーダーとするupd8所属VTuberによる期間限定ユニット「PHYtuber（ファイチューバー）」を結成、周防パトラと共に株式会社ファイズの社歌を制作。
  - 6月27日、株式会社ファイズの社歌として正式に決定。

- 8月24日、CAMPFIREにて「かしこまりとつくる新曲ミュージックビデオ【 Marinchu project 】」が募集開始。
  - 9月26日、募集が終了。

- 12月29日、第2回 VTuber紅白歌合戦に出場（紅組）。

2020年
- 1月24日、2ndミニアルバム「BiiRTHDAY」が発売。
- 2月14日、初のVRライブ「KashikoMARI 4th LIVE MARism Vol.4 - BiiRTHDAY:Party -」が開催。
- 10月8日、相方でマネジャーのパンディが卒業、完全個人でのバーチャルYouTuber活動に移行。

2021年
- 2月12日、自身のYouTubeチャンネルにて 「Kashiko Mari 3rd Anniversary Acoustic Living Live」を開催。
- 10月30日、Re:AcTに移籍。

2023年
- 10月1日、株式会社ビークエストに移籍。
- 12月15日、新衣装3Dモデル制作プロジェクトのクラウドファンディングを開始。

## 人物
好きな食べ物はルマンドアイス。嫌いな食べ物はピーマンとアスパラガス。座右の銘は「明日やろうはバカヤロウ」。
酒好きで、ヨルタマリと称した生放送では視聴者との交流も頻繁に行なっている。
英語はからっきし、漢字は小学生レベルなどポンコツな一面を持ち、パンディに"ポンコツセレクション"なる動画を作られたこともあった。

### 影響
幼い頃からテレビっ子で、音楽番組の上位チャートを片っ端から聞いていたという。途中からは洋楽・邦楽を問わずバンドを聞いた。一時期はUK、パンク、エモ系にハマり、FRANZ FERDINAND、FALL OUT BOYを聞いていた。邦楽ではMr.Children、BUMP OF CHICKEN、UNISON SQUARE GARDEN、supercellを好む。
アニソン好きで、作曲では渡辺翔、神前暁。歌手ではLiSA、林原めぐみ、下川みくにを好む。

## ディスコグラフィ

### 配信限定シングル
| #           | 発売日         | タイトル             | 販売形態               |
| upd8 music  | upd8 music     | upd8 music           | upd8 music             |
| ----------- | -------------- | -------------------- | ---------------------- |
| 1st         | 2019年2月15日  | ルーティン           | デジタル・ダウンロード |
| 2nd         | 2020年1月10日  | 雨のち晴れ           | デジタル・ダウンロード |
| 3rd         | 2020年7月31日  | まっさかSUMMER!!!!   | デジタル・ダウンロード |
| Re:AcT      |                |                      |                        |
| 4th         | 2022年2月14日  | virtual cinema       | デジタル・ダウンロード |
| 5th         | 2022年2月14日  | Dear…                | デジタル・ダウンロード |
| 6th         | 2022年4月9日   | おやすみ、また明日   | デジタル・ダウンロード |
| kaleidscope |                |                      |                        |
| 7th         | 2023年9月29日  | ターコイズブルー     | デジタル・ダウンロード |
| be-quest    |                |                      |                        |
| 8th         | 2024年2月17日  | Statice Letter       | デジタル・ダウンロード |
| 9th         | 2024年4月30日  | 3分後に恋が叶う唄    | デジタル・ダウンロード |
| 10th        | 2024年6月30日  | おさんぽたいむ       | デジタル・ダウンロード |
| 11th        | 2024年9月8日   | アイム ユア ビタミン | デジタル・ダウンロード |
| 12th        | 2024年12月21日 | Aster Birds          | デジタル・ダウンロード |

### ミニアルバム
| #           | 発売日        | タイトル   | 販売形態               |
| upd8 music  | upd8 music    | upd8 music | upd8 music             |
| ----------- | ------------- | ---------- | ---------------------- |
| 1st         | 2019年3月18日 | from M     | デジタル・ダウンロード |
| 2nd         | 2020年1月24日 | BiiRTHDAY  | デジタル・ダウンロード |
| kaleidscope |               |            |                        |
| 3rd         | 2022年8月15日 | Mariage    | デジタル・ダウンロード |

### 参加作品
| 発売日        | 収録              | 歌 | 楽曲                            | 備考                                                   |
| ------------- | ----------------- | --- | ------------------------------- | ------------------------------------------------------ |
| 2019年3月31日 | IMAGINATION vol.1 | かしこまり | 「空色デイズ」                  |                                                        |
| 2019年3月31日 | IMAGINATION vol.1 | ときのそら、おめがシスターズ、える、虹河ラキ、ドーラ、緑仙、ロボ子さん、樋口楓、かしこまり、燦鳥ノム、天神子兎音、月ノ美兎、富士葵 | 「プレパレード」                |                                                        |
| 2019年5月8日  | MZM               | MonsterZ MATE （コーサカ、かしこまり）                                                                                             | 「Up-to-date feat. かしこまり」 |                                                        |
| 2019年5月15日 | （未収録）        | 織田信姫 | 株式会社ファイズ 「社歌」       | 作詞提供 デモ版ではボーカルも担当。 作曲は周防パトラ。 |
| 2023年2月16日 | ひなたといっしょ  | かしこまり/猫宮ひなた | 「2are1」                       |                                                        |

## 出演

### テレビ番組
2019年
- 関ジャム 完全燃SHOW（11月10日、テレビ朝日）

### ナレーション
2019年
- のばん組（2月22日、BS日テレ）

### ラジオ番組
2020年
- YuNiのオールナイトニッポンi（1月29日）
- 洲崎綾のバババババーチャル（6月21日、文化放送超A&G+）

### ネット配信
2019年
- 『MARism Vol.3』直前スペシャル（3月10日、REALITY）
- THE MUSIC DAY 時代『裏配信★大魔王の部屋』（7月6日、日本テレビ）

2020年
- 女子会できるかな？（10月30日、SHOWROOM）

## ライブ

### ワンマン
| 日程          | タイトル                                              | 会場            |
| ------------- | ----------------------------------------------------- | --------------- |
| 2018年6月8日  | KashikoMari First Live - Sing in MARism -             | MELODIA Tokyo   |
| 2018年9月17日 | MARism Vol.2                                          | 渋谷 WOMB       |
| 2019年3月23日 | Kashiko MARI MARism Vol.3                             | 渋谷 WOMB       |
| 2020年2月14日 | KashikoMARI 4th LIVE MARism Vol.4 - BiiRTHDAY:Party - | cluster VR Live |

### コラボレーション
2019年
- 『かしこまり』×『スナックdeカラオケnavi』（7月1日 - 8月31日）
- スナック ヨルタマリ（7月27日）
- Marinchu Beer Party 2019（8月11日・12日、カジュアルイタリアン×デザイナーズダイニング umineko ebisu）

2020年
- Marinchu Sour Party 2020（8月30日、Zoom）

### イベント出演
タイアップも含む。
2018年
- 東京ゲームショウ2018（9月20日 - 23日、幕張メッセ）
- 秋フェス2018秋（10月18日 - 11月18日）
- Count0（12月29日、YouTube）
  - 第1回 VTuber紅白歌合戦

2019年
- 新春！バーチャル歌合戦（1月3日）
- REALITY Festival2 >DIVE（4月9日）
- バーチャル音楽フェス（4月10日、Gunocy・OPENREC・bilibili）
- 四月一日さん家の ドキドキ前後生放送 #２（4月26日、ニコニコ生放送）
- ニコニコ超会議2019（4月28日、ニコニコ生放送）
  - VTuber Fes Japan 2019 DAY2
    - バーチャルさんがいっぱい SPECIAL VIRTUALIVE DAY2

- さよなら平成カウントダウンライブUNiON WAVE - clear -（4月30日・5月1日）
- マルイノアニメVtuberキャンペーン（5月20日）
- DIVE XR FESTIVAL supported by SoftBank（9月22日）
- upd8 presents バズナイ！-ワンチャン BuzzらNight-（10月12日）
- 第2回 VTuber紅白歌合戦（12月28日、YouTube）

2020年
- 歌え！国境なき世界新年企画！2020（2月22日、YouTube）
- upd8 x REALITY 春の重大発表!（3月16日）
- 第52回 龍尾祭 トークショー（11月1日、京都先端科学大学）
  - バーチャルYouTuber初の学園祭ゲスト

- 小倉けいりん祭（11月18日 - 22日、小倉競輪場）